# Zion's Hill
Zion's Hill (tidigare: Hell's Gate) är en ort på ön Saba i Karibiska Nederländerna. Den är belägen på den nordöstra delen av ön, i anslutning till Juancho E. Yrausquin Airport. Orten hade 403 invånare (2017).
Namnet ändrades från Hell's Gate till Zion's Hill av öns styre efter klagomål från kyrkan. Hell's Gate används alltjämt av många lokalinvånare och turister.